# Teufelshof (Wittgensteiner Land)
Teufelshof ist eine untergegangene Siedlung der heutigen Stadt Bad Berleburg im Kreis Siegen-Wittgenstein in Nordrhein-Westfalen.

## Lage
Die Wüstung liegt drei Kilometer nördlich von Wunderthausen im Bereich der Ziegenhelle.

## Geschichte
Die Ersterwähnung erfährt die Siedlung im Jahr 1484. Letztmals wird Teufelshof 1721 in einer Grenzbeschreibung über die Weideflächen der Wunderthäuser Bauern genannt.

## Frühere Namen
- 1484: Dufelßhof